# Dunajovice
Dunajovice (německy Dunajitz) jsou obec v okrese Jindřichův Hradec v Jihočeském kraji. Leží asi sedm kilometrů severozápadně od Třeboně. Žije zde 228 obyvatel.

## Historie
První písemná zmínka o obci pochází z roku 1376.

## Obyvatelstvo
| Rok            | 1869 | 1880 | 1890 | 1900 | 1910 | 1921 | 1930 | 1950 | 1961 | 1970 | 1980 | 1991 | 2001 | 2011 | 2021 |
| -------------- | ---- | ---- | ---- | ---- | ---- | ---- | ---- | ---- | ---- | ---- | ---- | ---- | ---- | ---- | ---- |
| Počet obyvatel | 387  | 395  | 392  | 408  | 409  | 435  | 385  | 266  | 252  | 227  | 172  | 206  | 187  | 203  | 218  |
| Počet domů     | 67   | 68   | 70   | 71   | 73   | 72   | 73   | 74   | 70   | 63   | 52   | 76   | 87   | 90   | 97   |

## Obecní správa
Mezi lety 1850–1979 byly Dunajovice obcí v okrese České Budějovice (v letech 1850–1910 Budějovice), posléze v okrese Třeboň (1950) a později v okrese Jindřichův Hradec. Od 1. ledna 1980 do 23. listopadu 1990 patřily jako část města k Třeboni a od 24. listopadu 1990 jsou opět samostatnou obcí. V letech 1850–1921 a v letech 1943–1945 k obci patřily Dolní Miletín a Horní Miletín.

### Obecní symboly
Znak a vlajka byly obci uděleny rozhodnutím předsedkyně Poslanecké sněmovny Parlamentu České republiky dne 19. května 2025.

## Pamětihodnosti
- Výklenková kaple mezi čp. 42 a 51, z doby kolem roku 1800
- Návesní kaple Zvěstování Panny Marie z roku 1906 postavená na místě starší kaple (1857)
- Křížová cesta na poutním místě na Dunajovické hoře, kterou tvoří čtrnáct zastavení a výklenkových kaplí. Podle pověstí se vodou z pramene uzdravovali lidé z očních chorob a podle jedné verze byla kaple postavena jako projev pokání za vraždu dvou francouzských vojáků. U pramene kaple svatého Kříže (lidově „U Krista Pána“), od ní vede lesem křížová cesta, která končí opět u kaple. Okruh měří 1300 metrů. Křížovou cestu nechala zbudovat představená boromejek v Třeboni sestra Marie a obec Dunajovice roku 1885.